# Ichneumon denticulator
Ichneumon denticulator is een vliesvleugelig insect (orde Hymenoptera) uit de familie van de gewone sluipwespen (Ichneumonidae). De wetenschappelijke naam van de soort werd in 1776 gepubliceerd door Otto Friedrich Müller.

## Homoniemen
Voor Ichneumon denticulator Thunberg, 1822 zie Ichneumon goeppertae Kittel, 2016